# كهف كاسلجارد
كهف كاسلجارد (بالإنجليزية: Castleguard Cave)‏ هو كهف من الحجر الجيري يقع في الطرف الشمالي من منتزه بانف الوطني في جبال روكي في ألبرتا، كندا. مع 20357 مترًا (66788 قدمًا) من الممرات التي تم مسحها (اعتبارًا من 2007)، يعد أطول كهف في كندا وخامس أعمق كهف على ارتفاع 384 مترًا (1،260 قدمًا). يصعد كهف كاسلجارد برفق من مدخله وينتهي تحت حقل كولومبيا الجليدي.

## معرض الصور

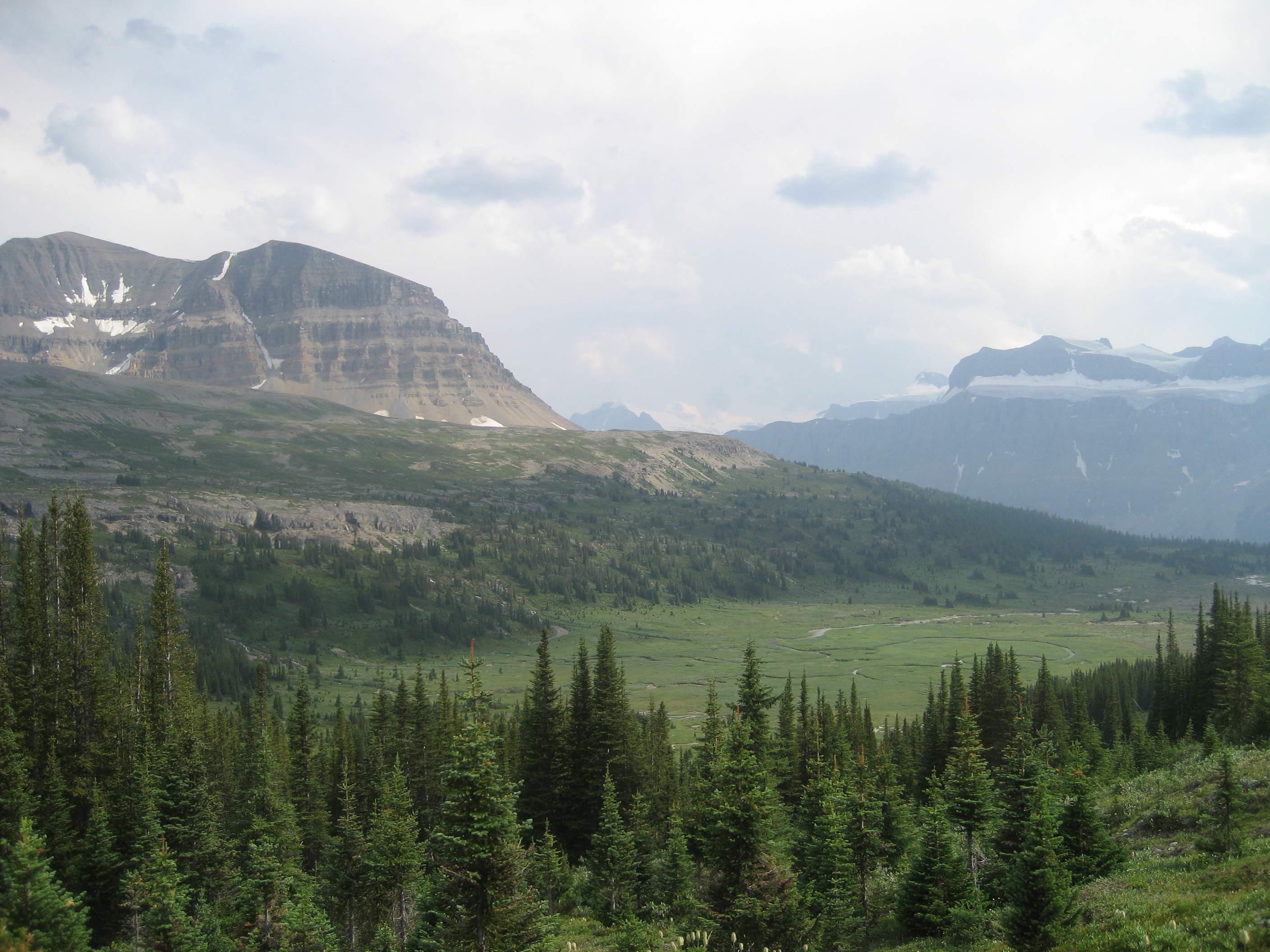
تطل على مروج كاسلجارد.
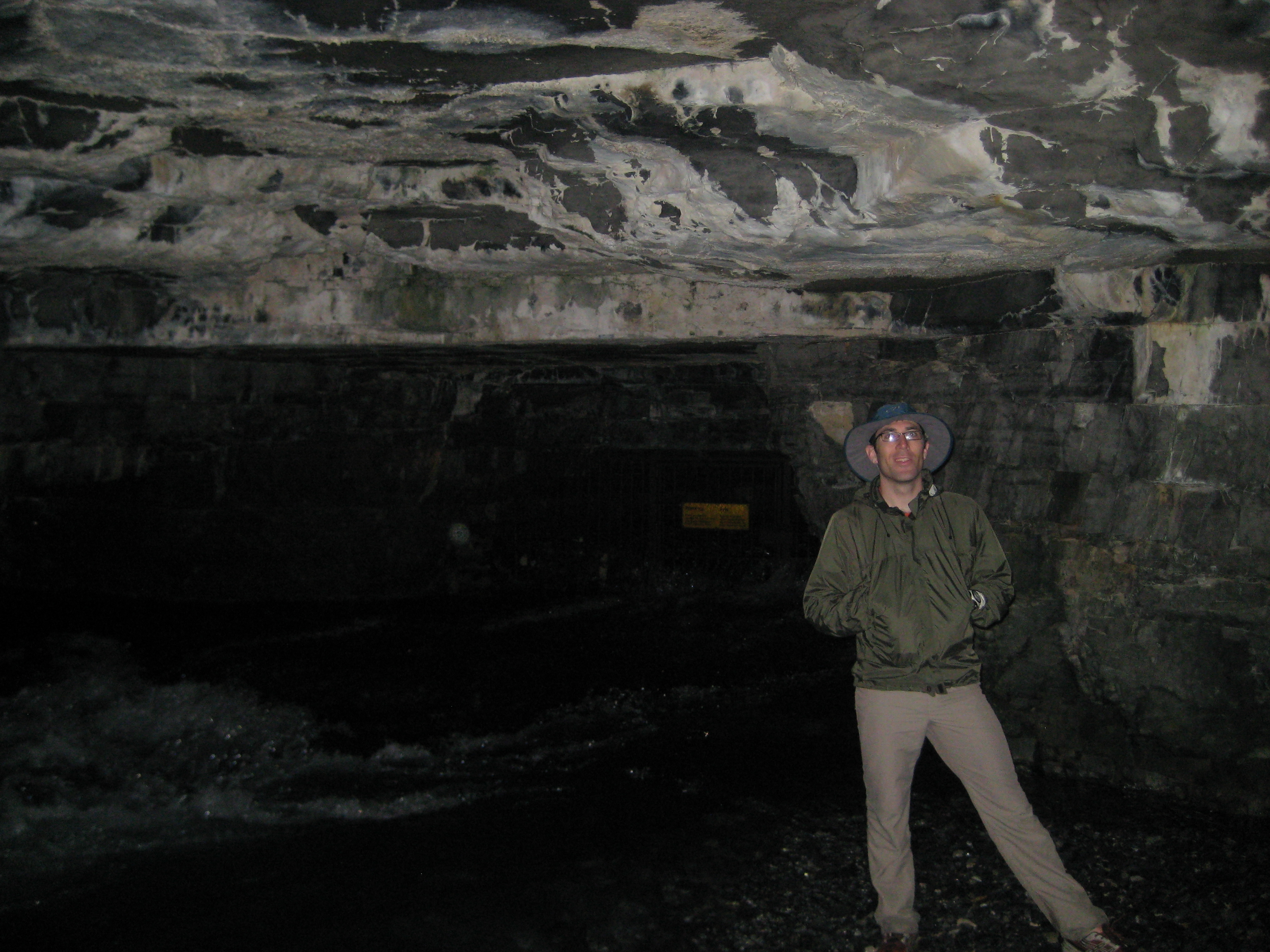
بوابة تمنع الدخول غير المصرح به داخل الكهف.